# Trichoniscus buturovici
Trichoniscus buturovici là một loài chân đều trong họ Trichoniscidae. Loài này được Pljakic miêu tả khoa học năm 1972.